# Cape Elizabeth
Cape Elizabeth ist eine Town im Cumberland County des Bundesstaates Maine in den Vereinigten Staaten. Im Jahr 2020 lebten dort  9535 Einwohner in 4071 Haushalten auf einer Fläche von 151,3 km².

## Geografie
Nach den Angaben des United States Census Bureaus hat Brunswick eine Fläche von 151,3 km², wovon 38,2 km² aus Land und 113,1 km² aus Gewässern bestehen.

### Geografische Lage
Cape Elizabeth liegt südlich von South Portland und östlich von Scarborough, an der Casco Bay des Atlantischen Ozeans. Zwei Inseln gehören zum Gebiet der Town, das landwirtschaftlich genutzte Richmond Island und das unbewohnte Ram Island. Portland Head Light, der älteste Leuchtturm von Maine, liegt im zu Cape Elizabeth gehörenden Fort Williams Park. Im Süden liegt auf dem Gebiet der Town der Great Pond. Die Oberfläche der Town ist eben, ohne größere Erhebungen.

### Nachbargemeinden
Alle Entfernungen sind als Luftlinien zwischen den offiziellen Koordinaten der Orte aus der Volkszählung 2010 angegeben.
- Norden: South Portland, 9,5 km
- Osten und Süden: Casco Bay
- Westen: Scarborough, 14,5 km

### Stadtgliederung
In Cape Elizabeth gibt es mehrere Siedlungen: Birch Knolls, Bowery Beach (ehemaliges Village), Brentwood, Broad Cove, Cape Cottage, Cape Elizabeth (ehemals Cushing's Point Village), Crescent Beach, Delano Park, Elizabeth Park, Fort Williams, Oakhurst, Pond Cove, Queen Acres, Sherwood Forest und Shore Acres.

### Klima
Die mittlere Durchschnittstemperatur in Cape Elizabeth liegt zwischen −6,1 °C (21° Fahrenheit) im Januar und 20,0 °C (68° Fahrenheit) im Juli. Damit ist der Ort gegenüber dem langjährigen Mittel der USA um etwa 9 Grad kühler. Die Schneefälle zwischen Oktober und Mai liegen mit bis zu zweieinhalb Metern mehr als doppelt so hoch wie die mittlere Schneehöhe in den USA; die tägliche Sonnenscheindauer liegt am unteren Rand des Wertespektrums der USA.

## Geschichte
Richmond Island wurde ungefähr 1605 von Samuel de Champlain bereist. John Smith erforschte und kartografierte das Gebiet bei seiner Neuengland-Expedition 1615. Karl I., dem er die Karte vorlegte, wählte den Ortsnamen nach seiner Schwester Elisabeth Stuart.
Die erste Besiedelung erfolgte durch Walter Bagnall, der 1628 einen Handelsposten auf Richmond Island errichtete. Seine betrügerischen Methoden erregten den Zorn der Indianer, die ihn im Oktober 1631 töteten und seine Behausung niederbrannten.
Zwei Monate später überließ die Plymouth Company Richmond Island den Händlern Robert Trelawney und Moses Goodyear, die dort einen Fischereibetrieb aufbauten. Die ersten Siedler auf dem Festland, George Cleeve und Richard Tucker, ließen sich 1630 nieder. Zwei Jahre später ließ sie der englische Parlamentarier Alexander Rigby vertreiben, in dessen Besitz das Gebiet gelangt war. Cleeve und Tucker zogen daraufhin in das Gebiet des heutigen Portland.
Die Siedlung Porpooduck, die danach am For River entstand, wurde in den Indianerkriegen angegriffen und schließlich 1703 zerstört. 1719/20 entstand eine neue Siedlung, die 1765 das Stadtrecht erhielt.
Von 1899 bis 1962 gab es um den Portland Head Light eine Artilleriebasis names Fort Williams, die dem Schutz des Hafens von Portland diente und heute in einen Park umgewandelt ist.

### Schiffswracks
Vor Cape Elizabeth sind mindestens 15 Schiffe gestrandet, darunter im Jahr 1916 der Raddampfer Bay State. Etwa 7 Wracks sind noch unter Wasser sichtbar.

### Einwohnerentwicklung
| Volkszählungsergebnisse – Town of Cape Elizabeth, Maine | Volkszählungsergebnisse – Town of Cape Elizabeth, Maine | Volkszählungsergebnisse – Town of Cape Elizabeth, Maine | Volkszählungsergebnisse – Town of Cape Elizabeth, Maine | Volkszählungsergebnisse – Town of Cape Elizabeth, Maine | Volkszählungsergebnisse – Town of Cape Elizabeth, Maine | Volkszählungsergebnisse – Town of Cape Elizabeth, Maine | Volkszählungsergebnisse – Town of Cape Elizabeth, Maine | Volkszählungsergebnisse – Town of Cape Elizabeth, Maine | Volkszählungsergebnisse – Town of Cape Elizabeth, Maine | Volkszählungsergebnisse – Town of Cape Elizabeth, Maine |
| Jahr                                                    | 1700                                                    | 1710                                                    | 1720                                                    | 1730                                                    | 1740                                                    | 1750                                                    | 1760                                                    | 1770                                                    | 1780                                                    | 1790                                                    |
| ------------------------------------------------------- | ------------------------------------------------------- | ------------------------------------------------------- | ------------------------------------------------------- | ------------------------------------------------------- | ------------------------------------------------------- | ------------------------------------------------------- | ------------------------------------------------------- | ------------------------------------------------------- | ------------------------------------------------------- | ------------------------------------------------------- |
| Einwohner                                               |                                                         |                                                         |                                                         |                                                         |                                                         |                                                         |                                                         |                                                         |                                                         | 1356                                                    |
| Jahr                                                    | 1800                                                    | 1810                                                    | 1820                                                    | 1830                                                    | 1840                                                    | 1850                                                    | 1860                                                    | 1870                                                    | 1880                                                    | 1890                                                    |
| Einwohner                                               | 1275                                                    | 1415                                                    | 1688                                                    | 1696                                                    | 1666                                                    | 2082                                                    | 3278                                                    | 5106                                                    | 5302                                                    | 5459                                                    |
| Jahr                                                    | 1900                                                    | 1910                                                    | 1920                                                    | 1930                                                    | 1940                                                    | 1950                                                    | 1960                                                    | 1970                                                    | 1980                                                    | 1990                                                    |
| Einwohner                                               | 887                                                     | 1857                                                    | 1534                                                    | 2376                                                    | 3172                                                    | 3816                                                    | 5505                                                    | 7873                                                    | 7838                                                    | 8854                                                    |
| Jahr                                                    | 2000                                                    | 2010                                                    | 2020                                                    | 2030                                                    | 2040                                                    | 2050                                                    | 2060                                                    | 2070                                                    | 2080                                                    | 2090                                                    |
| Einwohner                                               | 9068                                                    | 9015                                                    | 9535                                                    |                                                         |                                                         |                                                         |                                                         |                                                         |                                                         |                                                         |

## Kultur und Sehenswürdigkeiten

### Bauwerke

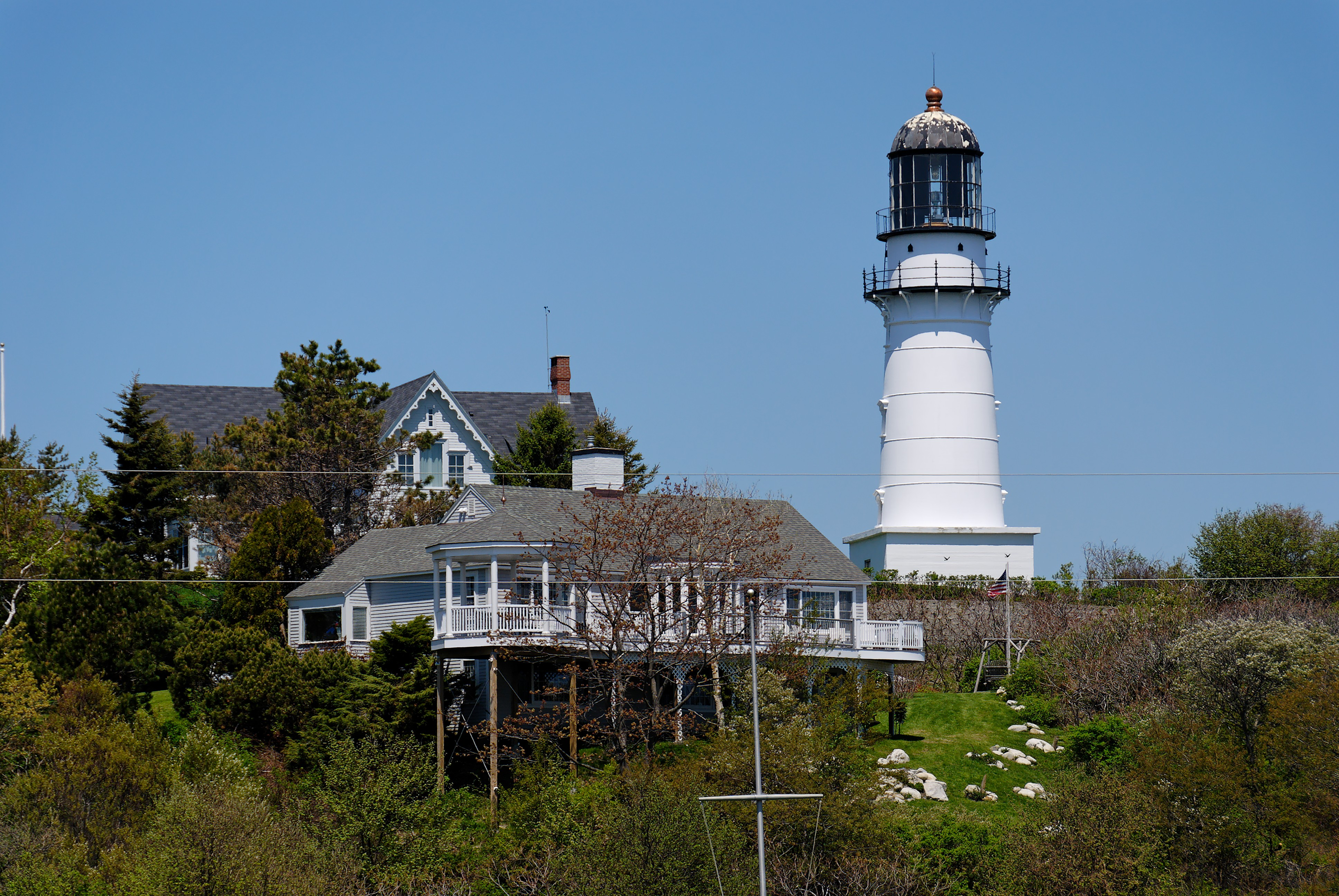
Cape Elizabeth Lights

Sieben Gebäude, die meisten sind Leuchttürme und eine historische Stätte in Cape Elizabeth stehen unter Denkmalschutz und wurden ins National Register of Historic Places aufgenommen.
- Beckett's Castle, aufgenommen 1974, Register-Nr. 74000156
- C.A. Brown Cottage, aufgenommen 1974, Register-Nr. 74000157
- Dyer–Hutchinson Farm, aufgenommen 1997, Register-Nr. 97000313
- Portland Head Light, aufgenommen 1973, Register-Nr. 73000121
- Ram Island Ledge Light, aufgenommen 1988, Register-Nr. 88000157
- Richmond's Island Archeological Site, aufgenommen 1978, Register-Nr. 78000175
- Spurwink Congregational Church, aufgenommen 1970, Register-Nr. 70000044
- Two Lights, aufgenommen 1974, Register-Nr. 74000167

### Sport
Seit 1998 findet das Rennen Beach to Beacon 10K statt, ein Straßenlauf über zehn Kilometer vom Crescent Beach State Park zum Portland Head Light.

## Wirtschaft und Infrastruktur

### Verkehr
Durch die Maine State Route 77 ist Cape Elizabeth mit South Portland und Portland im Norden und Scarborough im Westen verbunden. Weitere größere Straßen gibt es nicht, jedoch führen durch die benachbarten Gebiete der Maine Turnpike, die Interstate 95 mit ihrem Zubringer Interstate 295 nach South Portland und der U.S. Highway 1.

### Öffentliche Einrichtungen
In Cape Elizabeth an der Scott Dyer Road befindet sich die Thomas Memorial Library.
Es gbit in Cape Elizabeth zwei medizinische Einrichtungen für die Bewohner. Krankenhäuser befinden sich in Portland und South Portland.

### Bildung
Das Cape Elizabeth School Department ist für die Schulbildung der Schülerinnen und Schüler in Cape Elizabeth zuständig. Folgende Schulen stehen in Cape Elizabeth zur Verfügung:
- Cape Elizabeth High School
- Cape Elizabeth Middle School
- Pond Cove Elementary School

## Persönlichkeiten

### Söhne und Töchter der Stadt
- Joan Benoit (* 1957), Langstreckenläuferin
- Clare Egan (* 1987), Biathletin, Skilangläuferin und Leichtathletin
- John Ford (1894–1973), Filmregisseur
- Erik Messerschmidt, Kameramann